# Emisie stimulată
În optică, emisia stimulată este procesul prin care, sub influența unui foton, materia emite energie sub forma unui alt foton care are aceeași frecvență (lungime de undă) și fază ca și fotonul inițial. Întrucît în final ambii fotoni continuă să existe, procesul are ca rezultat amplificarea luminii. Cea mai cunoscută aplicație a emisiei stimulate este laserul.